# Vũ Mục di thư
Vũ Mục di thư (Võ Mục di thư) là một tập hợp những bài thơ phú, thư từ, sớ tấu, những việc lớn nhỏ trong Thiết Chưởng bang và quan trọng nhất là phần viết về cách hành quân bố trận trên chiến trường của Nhạc Vũ Mục - Nhạc Phi được nhà văn Kim Dung hư cấu trong tiểu thuyết và xuất hiện trong  Xạ Điêu Tam Bộ Khúc.